# Necrofilie
Necrofilie (van het Griekse νεκρος, 'lijk' of 'dode') is een seksuele voorkeur voor het bedrijven van seks met een dood lichaam. De term zou afkomstig zijn uit het werk van Krafft-Ebing genaamd Psychopathia Sexualis. Necrofilie wordt als afwijking beschouwd.
Het kunnen uitoefenen van totale controle over de "partner" kan een reden zijn voor de voorkeur voor een lijk.
De bijbehorende term voor het daadwerkelijk hebben van seks met een lijk is strikt genomen necroseksualiteit. Deze term wordt overigens niet zoveel gebruikt. Necroseksualiteit is een parafilie en in sommige landen strafbaar. In Nederland is necroseksualiteit niet expliciet strafbaar gesteld. Echter werd er op 31 januari 2023 een motie aangenomen, waarbij necrofilie als misdrijf gezien gaat worden. Er is ook geen overkoepelend verbod op lijkschennis, maar enkel het verbod op grafschennis en andere verstoringen van de laatste rustplaats.
Necroseksualiteit vereist uiteraard beschikbaarheid van een lijk, zoals na grafschennis of moord, bij werken met lijken, bij het overlijden van een naaste, of bij het vinden van een lijk.

## Onderzoek naar necrofilie
Er is nauwelijks onderzoek gedaan naar de mate waarin necrofilie voorkomt onder mensen. Klaf en Brown (1958) merken op dat, hoewel zelden beschreven, necrofiele fantasieën meer voorkomen dan normaal gesproken aangenomen wordt. Een mogelijke oorzaak hiervoor kan gevonden worden in het taboe dat op necrofilie rust.
Rosman en Resnick (1989) speculeerden dat elk van de volgende situaties indicatoren voor necrofiel gedrag in de toekomst kan zijn (p. 161):
1. De necrofiel ontwikkelt een laag zelfvertrouwen, mogelijk deels als gevolg van een belangrijk emotioneel verlies;
(a) Hij of zij (95% van de onderzoeksgroep van 'necrofielen' was man) is uitermate angstig voor afwijzingen en verlangt naar een seksueel object dat niet in staat is om af te wijzen; en/of
(b) Hij of zij is in eerste instantie bang voor overledenen, en transformeert deze angst voor overledenen juist in een verlangen naar overledenen.
2. Hij of zij ontwikkelt een opwindende fantasie omtrent seks met een lijk, soms nadat hij of zij geconfronteerd is met een lijk.

De auteurs meldden verder dat 68% gedreven werd door een verlangen naar een niet tegenwerkende of afwijzende partner, 21% gedreven werd door het verlangen naar een verloren partner, 15% door een aantrekking tot lijken; 15% door een verlangen naar bevestiging of om eenzaamheid de baas te worden en 12% gemotiveerd werd door een verlangen om hun gebrekkig zelfvertrouwen te verbeteren door macht over een lijk uit te oefenen (p. 159).
Er wordt een verband gesuggereerd tussen het werken met lijken en necrofilie. Het alleen zijn met een lijk, dat naakt en mooi kan zijn, kan de lust opwekken om het lijk aan te raken, te masturberen of er geslachtsgemeenschap mee te hebben. Bewijs hiervoor is echter nooit geleverd.
Necrofilie kan ook een fantasie zijn. Sommige klanten van prostituees willen een "uitgebreid sterfbedritueel" opvoeren.
Er zijn weinig gevallen van necrofilie beschreven in Nederland en België. In 1999 was er bijvoorbeeld geen enkele veroordeling in beide landen. In totaal zijn er ongeveer 100 gevallen bekend in Duitsland. In de Verenigde Staten zijn er enkele seriemoordenaars geweest waarvan het bekend is dat ze necrofilie bedreven. In Frankrijk werd een Nederlandse studente gedood, opgegeten en verkracht door de Japanse kannibaal Issei Sagawa.

## Dieren

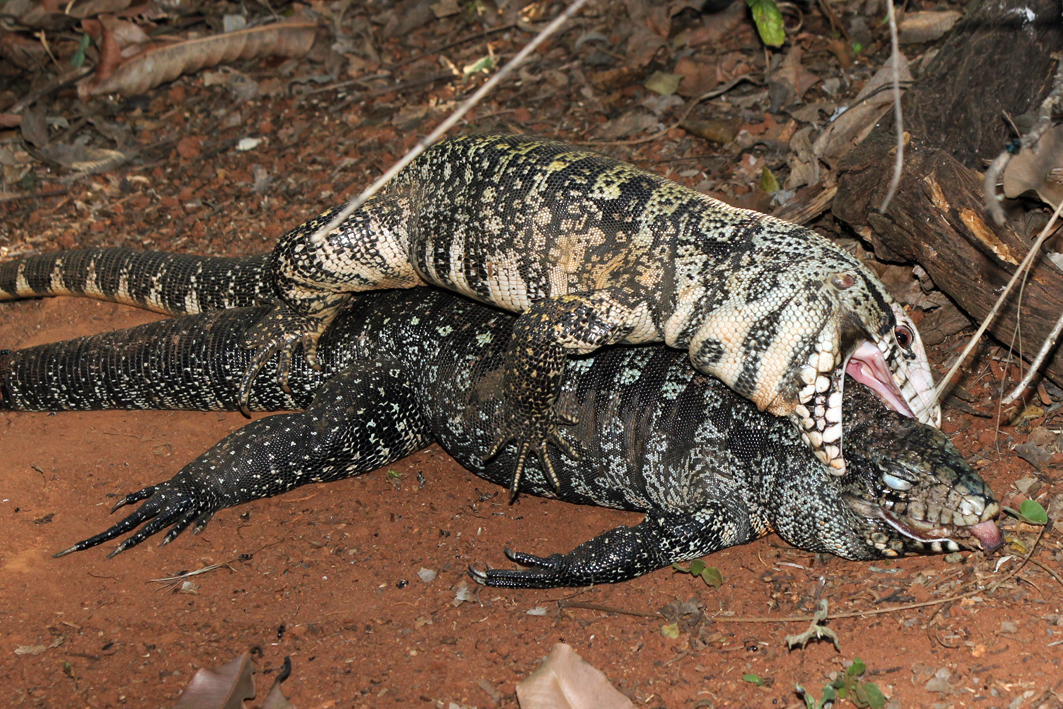
Necrofilie in het dierenrijk.